# Anabathron hedleyi
Anabathron hedleyi is een slakkensoort uit de familie van de Anabathridae. De wetenschappelijke naam van de soort is voor het eerst geldig gepubliceerd in 1908 door Suter.